# Telarquia
La telarquia és l'inici del desenvolupament dels pits d'una nena com a part de la pubertat, usualment ocorre entre els 8 i els 13 anys (mitjana: 10,5).
La telarquia és usualment el primer signe fenotípic de pubertat en les xiquetes (85%) i ocorre en resposta a l'increment de estrogens circulants; concomitantment es produeix estrogenització de la mucosa vaginal, creixement de la vagina i l'úter. El desenvolupament mamari contínua al llarg de la pubertat i adolescència com ho van descriure Marshall i Tanner, a partir de la qual van desenvolupar una escala de maduració sexual.